# Ampelocissus thyrsiflora
Ampelocissus thyrsiflora är en vinväxtart som först beskrevs av Bi., och fick sitt nu gällande namn av Jules Émile Planchon. Ampelocissus thyrsiflora ingår i släktet Ampelocissus och familjen vinväxter. Inga underarter finns listade i Catalogue of Life.